# ポリカールポフ設計局

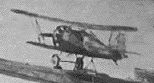
Polikarpov I-5

ポリカールポフ設計局は、ソビエト連邦の航空機の設計局。
ニコライ・ニコラエヴィチ・ポリカールポフが主任であった。1944年7月30日に彼が52歳で死去したのち、設計局はラヴォーチキン設計局に吸収された。また、いくらかの技術者はミコヤン・グレヴィッチ設計局に移り、生産設備はスホーイが引き継いだ。長い間本拠地をモスクワの航空機工場#1(現Dux工場)においており、現在でもその建物を見ることができる。

## 開発機
- R-1、R-2（英語版）:英国のエアコーDH.9A爆撃機を元にした複葉偵察/軽爆撃機
- MR-1:R-1の水上型
- PM-1 (P-2):複葉旅客機
- PM-2 (PM-2):飛行艇[1]
- U-2/Po-2:複葉練習機
- I-1:試作単葉戦闘機
- DI-1 (2I-N1)（英語版）:試作複座複葉戦闘機
- P-2:試作複葉練習機
- I-3:複葉戦闘機
- R-4:R-1から開発された複葉偵察/軽爆撃機
- DI-2 (D-2):I-3派生型の複座複葉戦闘機
- TB-2:試作双発複葉爆撃機
- R-5:複葉偵察/軽爆撃機
- P-5:R-5の軽輸送機版
- SSS:R-5の改良型
- R-Z:R-5の改良型
- PR-5:R-5から開発された旅客機
- I-5:複葉戦闘機
- I-6（英語版）:複葉戦闘機
- I-15:複葉戦闘機
- I-16:戦闘機
- I-15bis:複葉戦闘機
- I-153:複葉戦闘機
- I-17:試作戦闘機
- I-180:試作戦闘機
- I-185:試作戦闘機
- I-190:試作複葉戦闘機
- イワノフ（英語版）:試作攻撃機
- VIT-1（英語版）:試作双発攻撃機
- VIT-2（英語版）:VIT-1の改良型試作機
- PR-12:R-5から開発された単葉旅客機
- SPB (D)（英語版）:VITから開発された双発急降下爆撃機
- TIS (MA):試作型双発攻撃機
- ITP:試作戦闘機
- NB (T):試作中型爆撃機
- BDP (S):輸送グライダー
- MP:BDPの動力化版
- Malyutka:ロケット推進戦闘機、ポリカルポフの死後放棄された。
- Limozin (D):軽輸送機、ポリカルポフの死後放棄された。